# František Štambachr
František Štambachr (Čebín, 13 de fevereiro de 1953) é um ex-futebolista profissional tcheco que atuava como meio-campo, campeão olímpico em Moscou 1980

## Carreira
František Štambachr representou o seu país nos Jogos Olímpicos de Verão de 1980, conquistando a medalha de ouro.